# Silvia Suppo
Silvia Suppo (Rafaela, Santa Fe, 31 de agosto de 1958 – Ibidem; 29 de marzo de 2010) fue una militante política y social en la ciudad de Rafaela, Santa Fe, víctima de la dictadura cívico-militar, testigo clave en la Causa Brusa, y una de las primeras denunciantes y principales impulsoras de la Megacausa Rafaela, en la que no llegó a declarar debido a su asesinato el 29 de marzo de 2010.

## Los inicios de su militancia política
Estando en la Escuela Nacional de Comercio de Rafaela (hoy Escuela de Enseñanza Media n.º 429 Mario Vecchioli) comenzó su militancia en la Unión de Estudiantes Secundarios (UES) y con un trabajo social junto a un grupo de jóvenes en el Hogar de Menores Madres en el barrio Barranquitas de la ciudad de Rafaela, a través de la organización Cáritas. Allí realizaban lecturas, juegos y apoyo escolar.  Según describe su hermano Hugo Suppo en el documental Silvia de Paula Kuschnir, no tenían un origen en el catolicismo pero compartían un enfoque humanista.
También tuvo participación en la Agrupación de Estudiantes Secundarios, donde editaban la revista Qué hacer.
Junto a militantes de la Juventud Peronista, del Partido Peronista Auténtico y otras corrientes políticas, llevaron a cabo lo que denominaron  Cine Club. Silvia estaba encargada de las proyecciones de películas en 8 mm de cine ruso, latinoamericano, europeo, nuevo cine americano, a partir del cual realizaban debates. Tenían alrededor de 800 socios, un número importante para una ciudad de 43.695 habitantes según el Censo Nacional de Población, Familias y Viviendas de 1970.
Terminando la escuela secundaria Silvia conoció a Reinaldo Hattemer, con militancia en la Juventud Peronista en la línea de Montoneros, con quien se puso de novia y planificaban casarse. Hattemer, quien hasta el día de hoy se encuentra desaparecido, era conocido como "el alemán", vivía en la ciudad de Santa Fe y trabajaba en un establecimiento metalúrgico, donde militaba gremialmente. A principios de enero de 1977 fue secuestrado y golpeado. Luego de "guardarse" durante algunas semanas, el 25 de enero retornó a Rafaela para asistir al casamiento de su hermano en la iglesia del Sagrado Corazón de Jesús. Fue allí donde lo detuvieron civiles y policías pertenecientes a la Jefatura de policía de Rafaela
Al momento de ser secuestrada, Silvia Suppo tenía una participación política en la Juventud Peronista y un trabajo barrial en Villa Podio de la ciudad.

## Secuestro y cautiverio

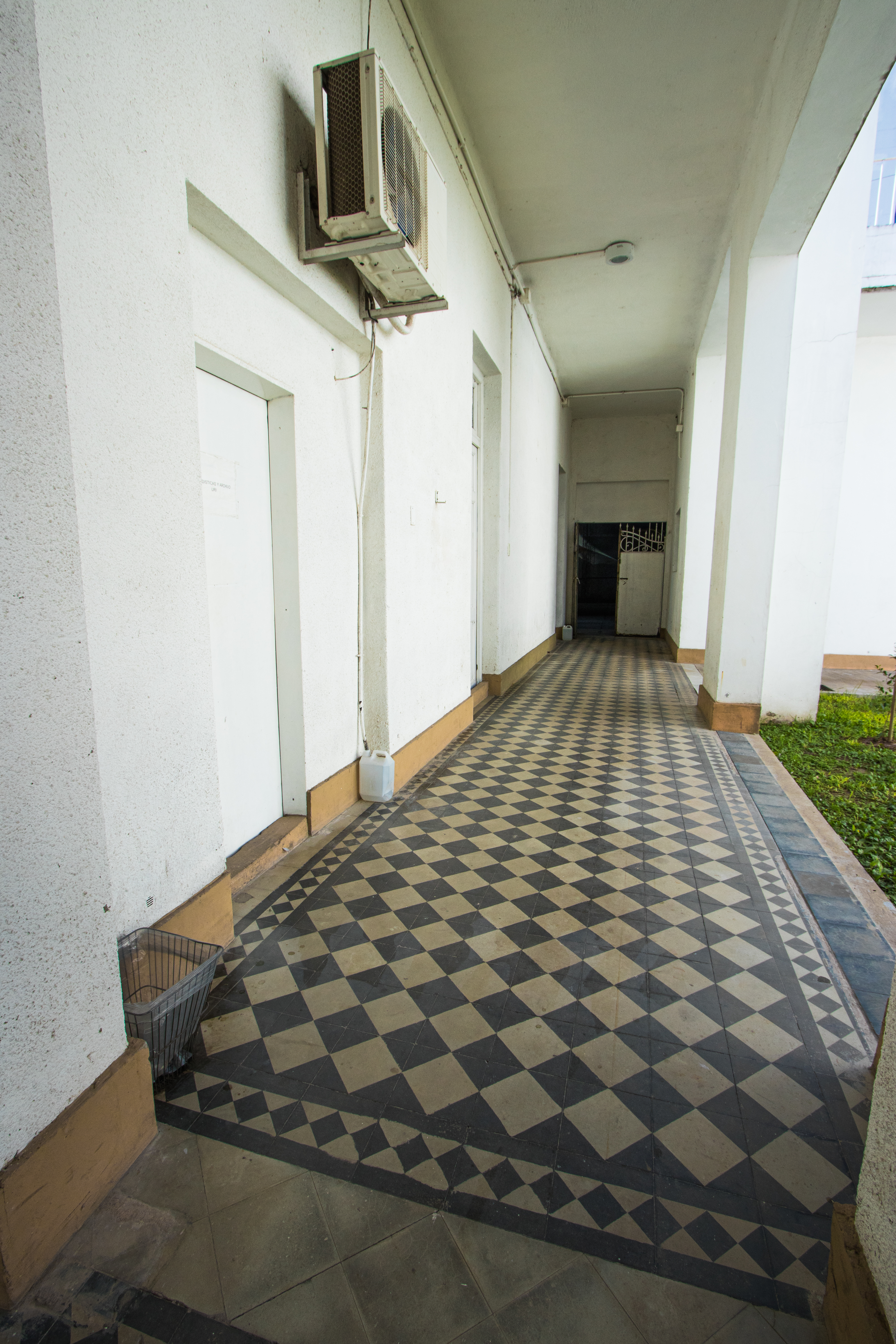
Sector de la ex Comisaría Cuarta en la ciudad de Santa Fe donde testigos señalaron haber visto a Silvia Suppo

Silvia Suppo fue detenida y secuestrada el 24 de mayo de 1977 en la ciudad de Rafaela, junto a su hermano Hugo Suppo y Jorge Alberto Destéfani, quien años después sería su esposo. Luego de permanecer unas horas en la Jefatura de Policía de Rafaela, en horas de la noche fueron trasladados encapuchados a la ciudad de Santa Fe, donde continuaron su cautiverio en lo que luego sabrían era la Seccional 4.ª (declarada en 2016 como Sitio de Memoria). Allí permanecieron detenidos durante un mes y medio en calidad de desaparecidos. En dicha comisaría fue violada por al menos tres hombres.

### La Casita
Durante ese tiempo, Silvia fue trasladada en más de una oportunidad al Centro Clandestino de Detención "La Casita", de ubicación desconocida dentro del departamento La Capital, presuntamente en cercanías de la ciudad de Santo Tomé o de Recreo. Allí fue salvajemente torturada. Durante la tortura fue interrogada por otros integrantes de su grupo de militancia y en particular por Reinaldo Hattemer, su pareja entonces, que había sido secuestrado el 25 de enero de ese mismo año y que continúa desaparecido.
Jorge Casaretto, quien entonces oficiaba como obispo en Rafaela y que tenía una relación estrecha con el Coronel Juan Orlando Rolón, fue quien intercedió para que el grupo de militantes relacionados con Cáritas fueran legalizados, entre los que se encontraba Silvia Suppo. Así fue trasladada a la Guardia de Infantería Reforzada (GIR) junto a otra militante, Graciela Rabellino. Casaretto fue quien había ayudado a Hugo Suppo a escapar hacia el exilio.
En la GIR permaneció en un pabellón de mujeres menores, junto a Cecilia Mazzetti, Patricia Isasa, Graciela Rabellino, Patricia Traba, María de los Milagros Almirón.

### Aborto
Estando en la GIR confirma un embarazo causado por las violaciones. Suppo afirmó que una vez hechos los análisis clínicos, Juan Calixto Perizzotti dijo "a este error hay que repararlo" y le comunicó que María Eva Aebi era quien la iba a compañar a un consultorio particular de la ciudad de Santa Fe donde le practicaron un aborto. Luego de esta intervención, la trasladaron nuevamente al Centro Clandestino de Detención "La Casita" donde permaneció durante una semana y sus captores le brindaron "cuidados" posoperatorios. Durante ese tiempo su familia intentó visitarla en la GIR, recibiendo como respuesta una negativa por estar bajo castigo.
Años después, luego de su testimonio frente al Tribunal Oral Federal de Santa Fe en la Causa Brusa, Silvia Suppo diría: 

“Lo que yo mantuve unos años en silencio, aunque mis amigos y compañeros lo sabían, era la cuestión de la violación y el aborto. Estuve esperando que mis hijos crecieran, es lo único que a mí me condicionaba, para que entendieran, para explicarles mejor. Después de todo, tenés que hacer un proceso para poder contarlo”
Silvia Suppo

Luego de un año y medio fue liberada el 24 de diciembre de 1978, con un régimen de libertad condicional, debiendo presentarse todas las semanas en Santa Fe y luego en Rafaela.

## Testigo en causas por delitos de lesa humanidad

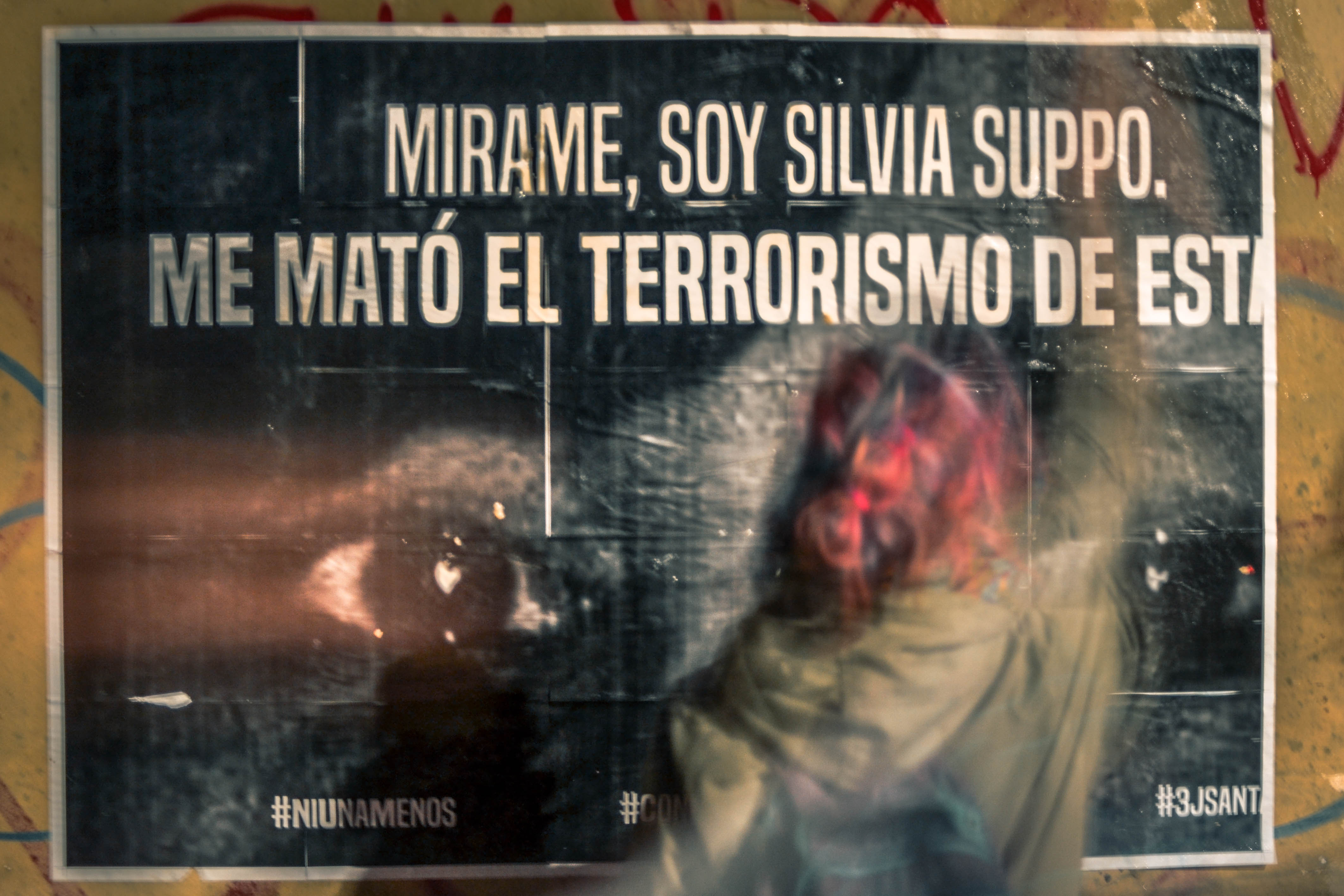
Pegatina del 3 de junio de 2019 en memoria de Silvia Suppo.

Silvia Suppo fue testigo clave e impulsora de juicios por delitos de lesa humanidad en la provincia de Santa Fe, que concluyeron en condenas a represores.

### Causa Brusa
La causa conocida como Causa Brusa, fue el primer juicio llevado adelante en la provincia de Santa Fe por delitos de lesa humanidad. Tuvo la particularidad de ser el primer proceso donde un funcionario judicial, Víctor Hermes Brusa, fuera sometido a una causa  penal por ese tipo de delitos. En la misma se acusaba al exjuez Víctor Hermes Brusa, expolicía provincial María Eva Aebi, Eduardo Alberto "Curro" Ramos Campagnolo, Mario José Facino, Juan Calixto Perizzotti, Héctor  Romeo  Colombini, por delitos cometidos contra Anatilde Bugna, Ana María Cámara, Vilma Pompeya Gómez, Mariano Eusebio Oriel Millán, Daniel Oscar García, Alba Alicia Sánchez, José Ernesto Schulman, Patricia Indiana Isasa, Eduardo Alfredo Almada, Patricia Traba, Carlos Aníbal Luis Pacheco, Stella  Maris  Vallejos, Roberto Jorge Cepeda, y Jorge Pedraza.
El testimonio de Silvia Suppo fue uno entre los noventa y cinco que ocurrieron durante el juicio oral, donde identificó a los acusados, sus roles en la represión, así como también dar fe de las víctimas que estuvieron secuestradas junto a ella. Allí narró por primera y única vez frente a un Tribunal la tortura y la violación sufrida en "La Casita".
La sentencia del Tribunal Oral en lo Criminal de Santa Fe fue por unanimidad y condenó a Brusa a 21 años de prisión, el exjefe de la Guardia de Infantería Reforzada Juan Calixto Perizotti 22 años, la ex carcelera en dicha dependencia María Eva Aebi a 19, el exjefe de la comisaría Cuarta de Santa Fe Mario José Fascino a 20 años, los exagentes del Servicio de Inteligencia D-2 de la policía Héctor Colombini y Eduardo Ramos a 23 años, este último infiltrado  en  la  Facultad  de  Derecho  de  la  Universidad Nacional del Litoral. Asimismo, el Tribunal otorgó la prisión domiciliaria a Colombini, Facino y Perizzotti.

### Megacausa Rafaela
Luego de cuarenta años de los hechos, el 30 de agosto de 2018 inició el juicio conocido como causa Hattemer o Megacausa Rafaela. Abarcó delitos sucedidos entre 1978 y 1980 por los que resultaron víctimas Reinaldo Alberto Hattemer, Silvia Susana Suppo, Jorge Alberto Destéfani, Hugo Rogelio Suppo, Graciela María Rabellino, Ricardo Alberto Díaz y Rubén Luis Carignano, quienes en ese momento tenían entre 17 y 22 años. La desaparición forzada de Reinaldo Hattemer también fue parte de las acusaciones pero ninguno de los acusados recibió condena por la misma.
Entre las víctimas, solo Hugo Suppo, Rabellino y Díaz llegaron con vida a la instancia judicial y pudieron testificar. Entre los acusados, había fallecido el represor Jorge Diab, el exjefe de la Policía de Rafaela Ítalo Falchini y Felipe Miglietto, exintegrante de los servicios de inteligencia, los cuales fueron identificados por las víctimas con diferentes responsabilidades en el circuito represivo en la ciudad de Rafaela.
Resultaron condenados el exjefe de la Comisaría 4.ª Ricardo Ferreyra a 8 años de prisión (unificada en 22 años debido a condenas anteriores); el excoordinador del Área de defensa 212 y responsable del centro de cautiverio Guardia de Infantería Reforzada (GIR) Juan Calixto Perizzotti a 14 años (unificada en prisión perpetua por condenas anteriores); a la ex escribiente en la guardia de infantería reforzada María Eva Aebi a 10 años (unificada a 25 años con las condenas previas); y Oscar Farina a 8 años de prisión.
En la sentencia Ferreyra fue condenado por violaciones contra Silvia Suppo, tomando como antecedentes otros juicios donde los delitos sexuales fueron considerados métodos de tortura. Sin embargo, el juicio tuvo como particularidad que por primera vez en la provincia de Santa Fe hubo condenas por aborto forzado en tanto delito de lesa humanidad cometido sobre las mujeres, en este caso Silvia Suppo. El Tribunal consideró a Ferreyra y Perizzoti como autores mediatos, y a Aebi y Farina como partícipes necesarios.

## Asesinato en democracia
El 29 de marzo de 2010, a menos de cuatro meses de la sentencia en la Causa Brusa, fue asesinada en su local a plena luz del día.

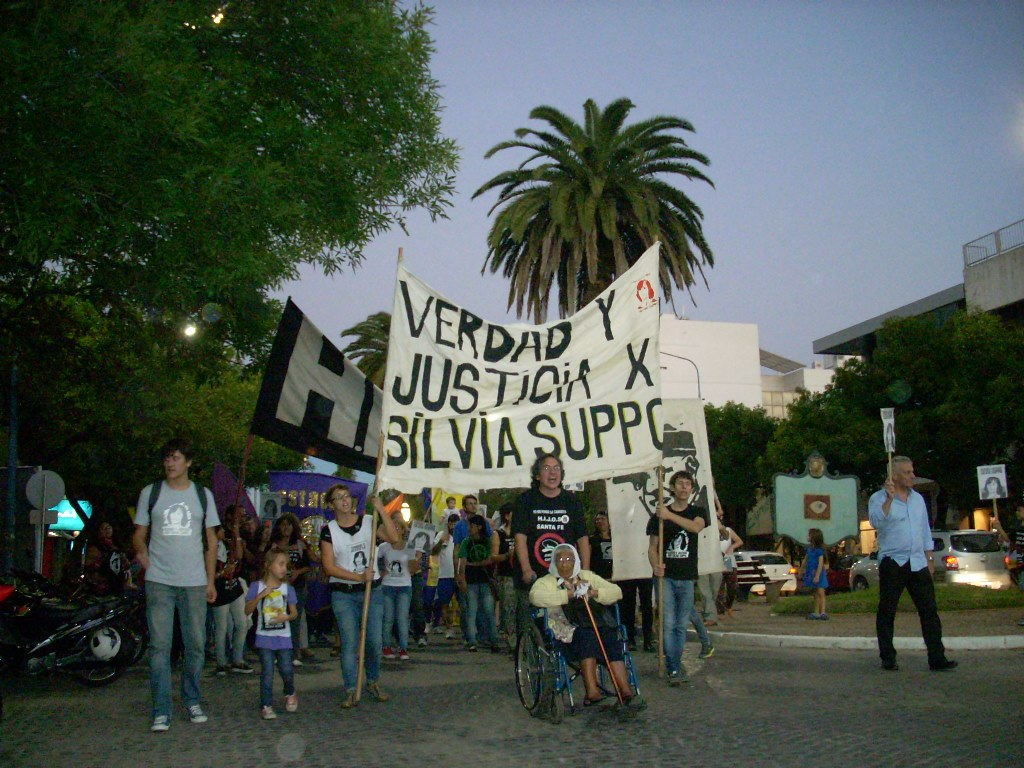
Marcha en Rafaela en 2015 para exigir Verdad y Justicia por Silvia Suppo.

Tras idas y vueltas, la decisión del paso de la causa a la órbita de la Justicia Federal quedó en manos de la Corte Suprema de Justicia de la Nación Argentina. El tribunal ordenó girar las actuaciones al Juzgado Federal N.º 1 de Santa Fe, porque no puede descartarse que la muerte de Suppo pueda “obstaculizar el funcionamiento de los tribunales federales” en los que se tramitan causas por delitos de lesa humanidad.

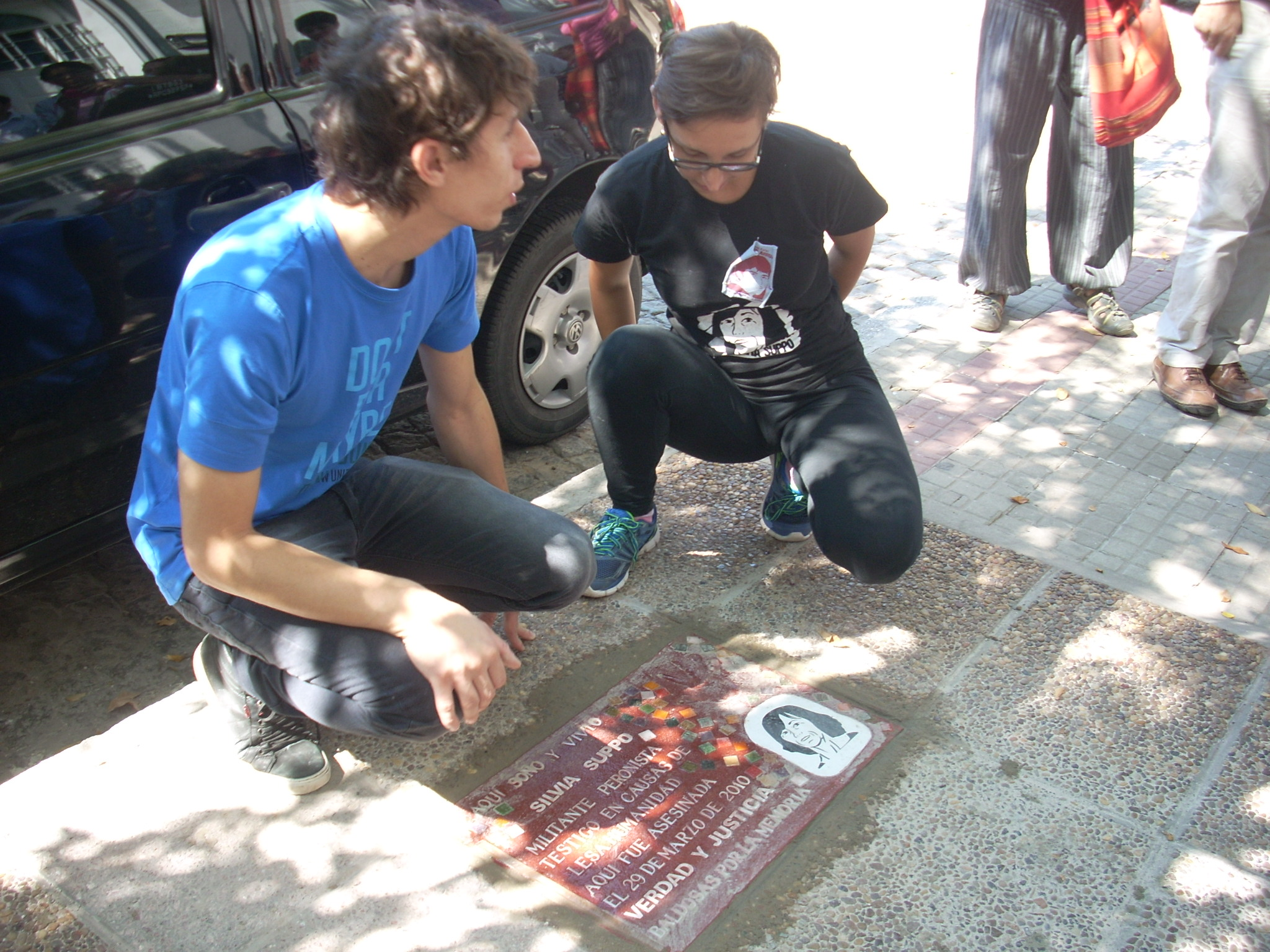
Colocación de baldosón frente al local comercial donde Silvia Suppo fue asesinada.

Desde entonces, en la ciudad de Rafaela se organizan diversas actividades en reclamo de justicia en la causa.
El 31 de marzo de 2015, el Tribunal Oral Federal de Santa Fe condenó a Rodolfo Cóceres y Rodrigo Sosa, autoimplicados en el crimen, a prisión perpetua como "coautores del delito de homicidio agravado por haber sido cometido con alevosía y para procurar impunidad".

## La memoria de Silvia Suppo
La historia de Silvia Suppo reaparece en diversas representaciones desde distintos ámbitos de la cultura, tanto en la literatura como en el cine. También en instancias de debates públicos, mencionada por dirigentes sociales y políticos de la provincia de Santa Fe.

### Folletín por entregas
En abril de 2014 y durante un año y medio, la revista cultural Maten al Mensajero comenzó a publicar la historia de Silvia Suppo bajo la forma de una novela de folletín por entregas. El material, realizado por Santiago Kahn, docente y director de la revista, narra de manera no lineal las militancias de Silvia Suppo hasta su muerte. Según su creador intenta emular las formas de narrar acontecimientos políticos, como lo hiciera Rodolfo Walsh con Operación Masacre, Caso Satanowsky y ¿Quién mató a Rosendo?

### La historia de Silvia Suppo en un documental
Al cumplirse cinco años del asesinato de Silvia Suppo, se estrenó en la ciudad de Rafaela el documental Silvia dirigida por Paula Kuschnir y que contó con el apoyo del Instituto Nacional de Cine y Artes Audiovisuales. La película producida por la Cooperativa Wayruro Comunicación Popular de Jujuy, se proyectó en el Cine Belgrano de Rafaela el 1 de abril y en Jujuy en la sala "Raúl Galán" del Teatro Mitre, con el apoyo de la Secretaría de Cultura de la provincia el 9 del mismo mes.

### La memoria de Silvia Suppo en el debate por Aborto Legal
Durante la Audiencia Pública del Congreso, previo a la votación por la legalización del aborto, el caso de Silvia Suppo fue mencionado por la abogada en causas de lesa humanidad, integrante de la agrupación HIJOS Santa Fe y de la Mesa Ni Una Menos Santa Fe, Lucila Puyol. En su exposición del jueves 17 de mayo de 2018, mencionó la posición contra la legalización por parte de la organización Grávida, presidida por Emilio Perizzotti, hijo del genocida condenado Juan Calixto Perizzotti y señalado como el responsable del aborto a Silvia Suppo durante su detención. Durante el debate en la Cámara de Diputados, Suppo fue mencionada por Agustín Rossi, como respuesta a los dichos del diputado nacional Nicolás Massot, quien había dicho que “nunca en democracia nos animamos a tanto, tampoco en ese momento”, en alusión a la dictadura cívico-militar.